# Холл, Кванза
Кванза Халл (род. 1 мая 1971 года, Атланта, Джорджия, США) — американский политик. Член палаты представителей от 5 округа Джорджии (2020—2021).

## Биография
Родился в 1971 году. Учился в Массачусетском технологическом институте.
До избрания прихода в политику работал администрации округа Фултон, а также занимал пост вице-президента по технологиям компании GoodWorks International, консалтинговой фирмы по правам человека и государственной службе, сопредседателем которой был Эндрю Янг, видный афроамериканский деятель.
С 2002 по 2005 годы работал в совете по образованию города Атланты.
В результате его деятельности средние школы Атланты улучшили результаты в национальном тестировании успеваемости.
Депутат горсовета Атланты с 2005 года.
В 2017 году баллотировался на пост мэра Атланты.
После 2017 стал директором по развитию бизнеса компании MACTEC Engineering and Consulting, Inc .
В 2020 году переболел COVID-19.
В 2020 году после смерти депутата палаты представителей от Джорджии Джона Льюиса решил участвовать в выборах.
Выиграл демократические праймериз 29 сентября 2020 года. Получил 11000 голосов.
На выборах 3 ноября Никема Уильямс набрала 300000 голосов и будет представлять избирательный округ в палате представителей с 2021 года.
На довыборах в палату представителей 1 декабря 2020 года набрал 50 % голосов или 12000. Или меньше 10 % от числа избирателей округа. Опередил конкурента однопартийца.
3 декабря 2020 года приступил к голосованиям в палате представителей.
Женат, имеет двух сыновей.
Представлял округ до 3 января 2021 года — дня, когда вновь избранный конгресс принял присягу.
После конгресса выдвигался на праймериз демократической партии на пост вице-губернатора Джорджии.
Поддержал республиканца Кемпа на выборах губернатора Джорджии в 2026 году.